# كاي بيلي هتشيسون
كاي بيلي هتشيسون (بالإنجليزية: Kay Bailey Hutchison)‏ (و. 1943  م) هي سياسية، وصحفية، ومصرفية، ومحامية، ودبلوماسية، وسيدة أعمال أمريكية، ولدت في غالفستون، الحزب الجمهوري، وهي عضوةٌ في الأكاديمية الأمريكية للفنون والعلوم.

## مناصب
تولت منصب الممثل الدائم للولايات المتحدة في حلف شمال الأطلسي ‏ (منذ 15 أغسطس 2017 م)، وعضو مجلس الشيوخ الأمريكي (3 يناير 2011–3 يناير 2013 م)، وعضو مجلس الشيوخ الأمريكي (3 يناير 2009–3 يناير 2011 م)، وعضو مجلس الشيوخ الأمريكي (4 يناير 2007–3 يناير 2009 م)، وعضو مجلس الشيوخ الأمريكي (3 يناير 2005–3 يناير 2007 م)، وعضو مجلس الشيوخ الأمريكي (3 يناير 2003–3 يناير 2005 م)، وعضو مجلس الشيوخ الأمريكي (3 يناير 2001–3 يناير 2003 م)، وعضو مجلس الشيوخ الأمريكي (3 يناير 1999–3 يناير 2001 م)، وعضو مجلس الشيوخ الأمريكي (3 يناير 1997–3 يناير 1999 م)، وعضو مجلس الشيوخ الأمريكي (4 يناير 1995–3 يناير 1997 م)، وعضو مجلس الشيوخ الأمريكي (14 يونيو 1993–3 يناير 2013 م)، وعضو مجلس الشيوخ الأمريكي (5 يناير 1993–3 يناير 1995 م)، ورئيس مجلس الإدارة (حتى 1992 م)، وTexas State Treasurer ‏ (15 يناير 1991–14 يونيو 1993 م)، ونائب رئيس ‏ (1976–1978 م)، وعضو مجلس نواب تكساس (1972–1976)، وUnited States Ambassador to NATO ‏، وسفير.

## التعليم
تعلمت في كلية الحقوق في جامعة تكساس ‏ (حتى 1967)، ومدرسة ابتدائية، وجامعة تكساس في أوستن.

## جوائز
حصلت على جوائز منها:
- جائزة قاعة مشاهير النساء التكسسيات  [لغات أخرى]‏.